# Rue du Père-Prosper-Enfantin
La rue du Père-Prosper-Enfantin est une voie du 20e arrondissement de Paris, en France.

## Situation et accès
La rue du Père-Prosper-Enfantin est une voie publique située dans le 20e arrondissement de Paris. Elle débute au 4, rue Géo-Chavez et se termine au 22, rue Irénée-Blanc et fait donc partie du lotissement Campagne à Paris.
Cette rue comporte un escalier descendant vers la rue Géo-Chavez.

## Origine du nom

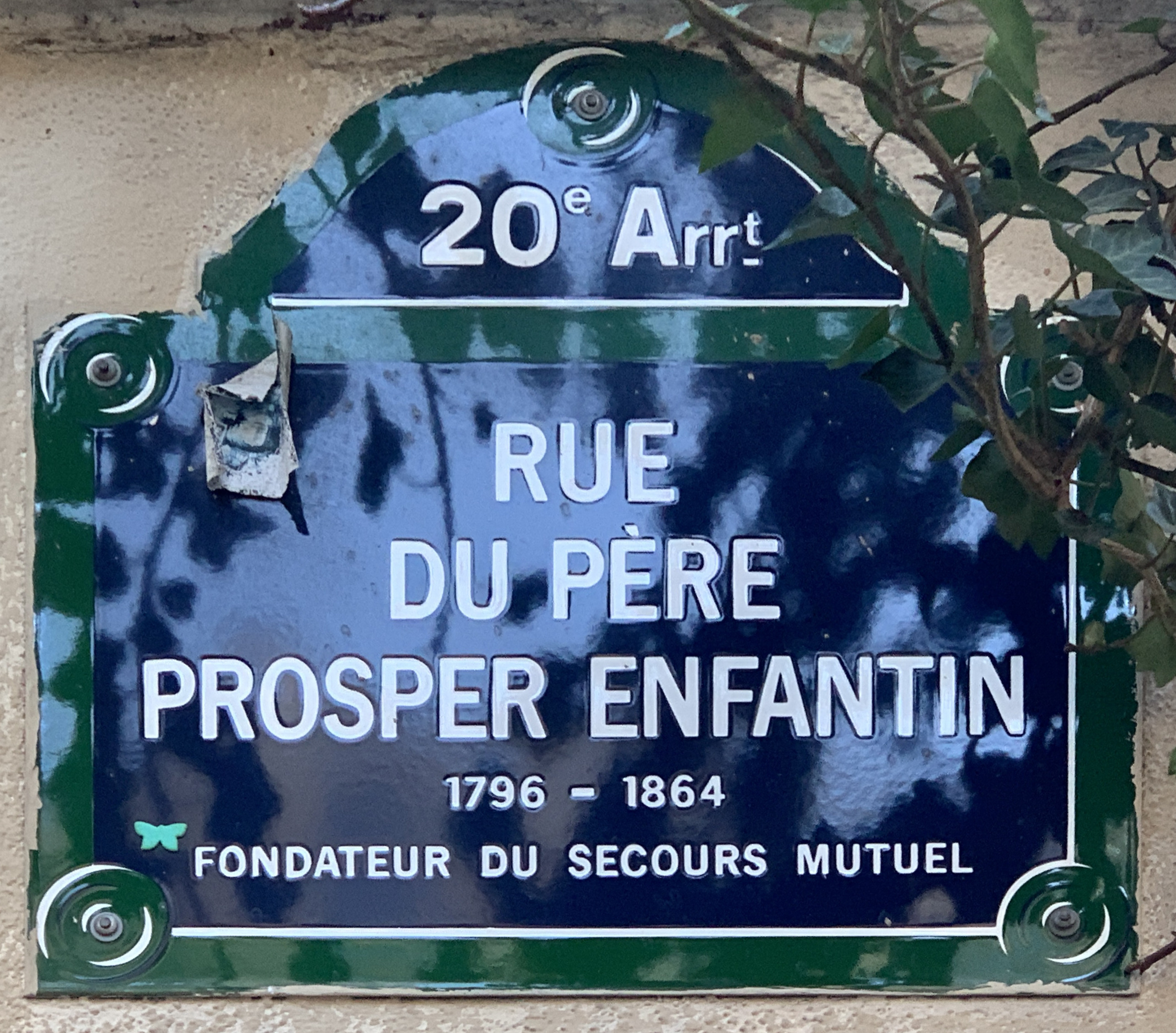
Plaque de la rue.

Cette voie porte le nom de Prosper Barthélemy Enfantin (ou Barthélemy Prosper Enfantin) dit le père Enfantin (Paris, 1796 – Paris, 1864). Ingénieur et socialiste français, il fut le principal propagateur du saint-simonisme. Sa famille possédait un domaine situé sur la colline de Ménilmontant : il fait donc figure de « fils » de l’arrondissement de Ménilmontant, nom officiel du 20e arrondissement de Paris. En outre, il repose au cimetière du Père-Lachaise.

## Historique
La voie est créée sous le nom provisoire de « voie  CH/20 » et prend sa dénomination actuelle par un arrêté municipal du 5 avril 1994.